# Pfarrkirche Sulz im Wienerwald

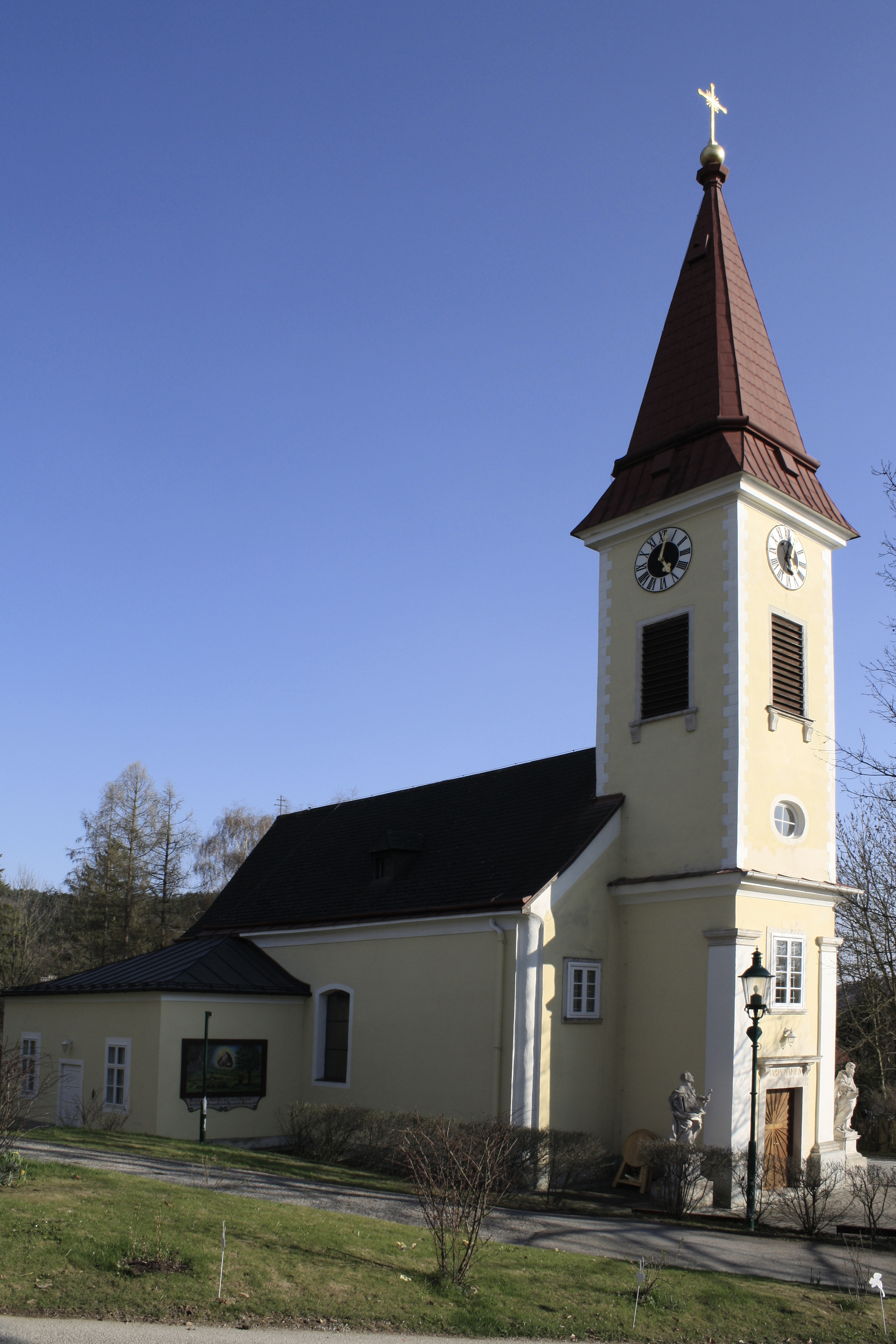
Katholische Pfarrkirche Mariä Namen in Sulz im Wienerwald

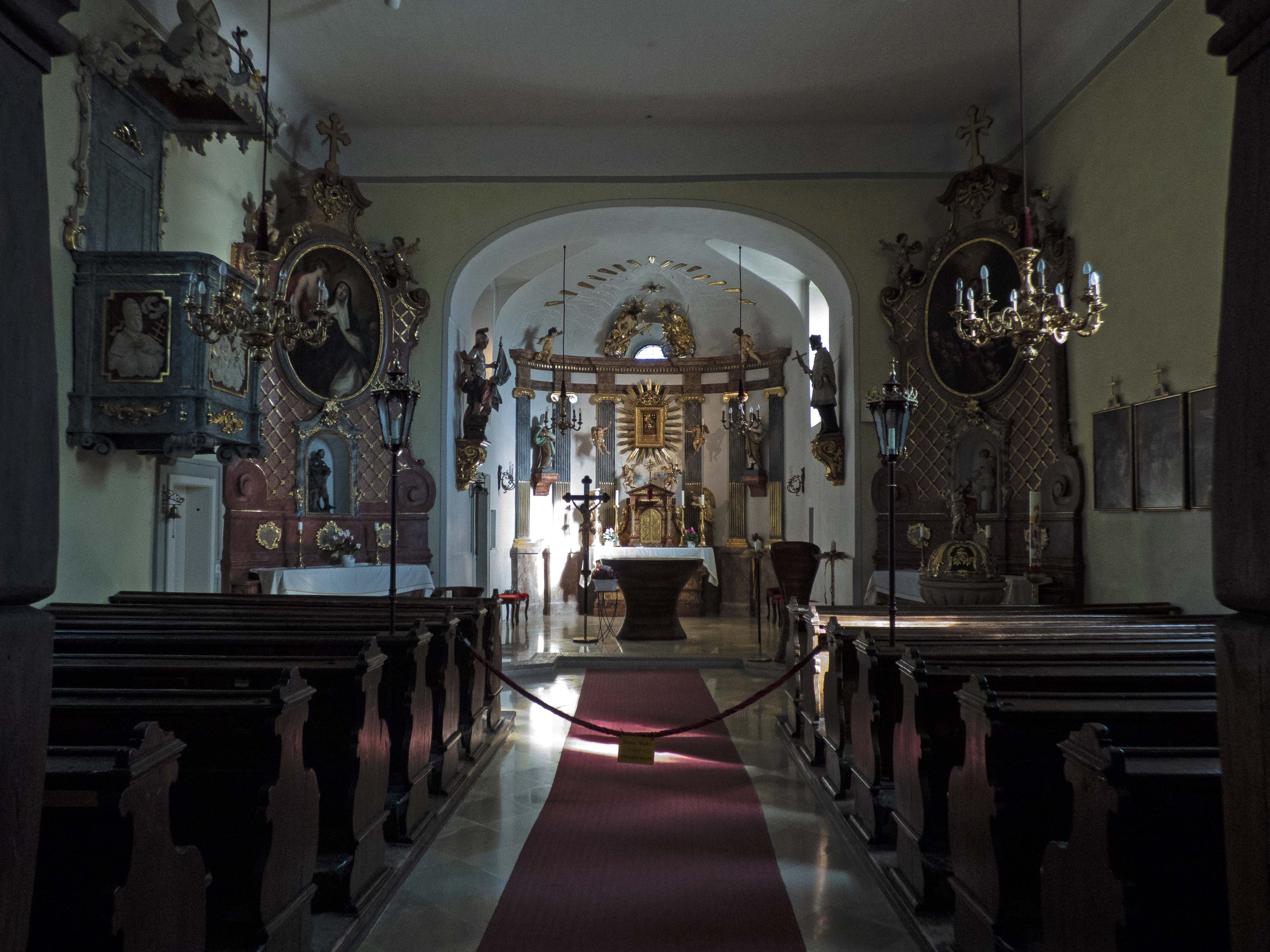
Langhaus, zum Chor

Die Pfarrkirche Sulz im Wienerwald steht im Osten des Kirchweilers Sulz im Wienerwald in der Gemeinde Wienerwald im Bezirk Mödling in Niederösterreich. Die auf das Fest Mariä Namen geweihte römisch-katholische Pfarrkirche, dem Stift Heiligenkreuz inkorporiert, gehört zum Dekanat Heiligenkreuz im Vikariat Unter dem Wienerwald der Erzdiözese Wien. Die Kirche und die Figuren Peter und Paul stehen unter Denkmalschutz (Listeneintrag).

## Geschichte
Anfangs bestand eine Kapelle nach dem Gelöbnis des Kuhhirten Bartls 1747 mit einem Gnadenbild. Im Gründungsjahr der Pfarre wurde 1783 nach den Plänen des Baumeisters Philipp Schlucker eine Pfarrkirche erbaut. 1996 wurde die Kirche außen und 1994 innen restauriert.

## Architektur
Die spätbarocke Saalkirche mit einem eingezogenen flachbogigen Chor hat einen vorgestellten Westturm.
Das Langhaus unter einem Satteldach hat schlichte Fassaden und abgerundete Ecken und Segmentbogenfenster. Der Fassadenturm mit Eckpilastern und Portal trägt einen steilen Pyramidenhelm. Flankierend vom Portal stehen die Figurenbildstöche Peter und Paul aus der zweiten Hälfte des 18. Jahrhunderts. Im nördlichen Chorwinkel steht ein eingeschoßiger Sakristeianbau aus der zweiten Hälfte des 19. Jahrhunderts.
Das Kircheninnere zeigt sich mit einem Langhaus mit einem flachen Spiegelgewölbe. Die westliche Orgelempore steht auf Holzpfeilern. Der Triumphbogen ist flachbogig. Der halbkreisförmige Chor hat ein flaches Stichkappentonnengewölbe.

## Ausstattung
Die Einrichtung ist aus der Bauzeit. Der Hochaltar ist ein in die Apsisrundung hineingestellte Pilasterkolonnade mit Gebälk, auf dem Gesims mit der Statuengruppe Hl. Dreifaltigkeit, mittig mit dem Hochaltarbild Mariahilf 1748 in einem Strahlenkranzrahmen, seitlich die Figuren Hll. Anna und Joachim, mit einem von Engelsstatuen flankiertem Tabernakel auf einem sarkophagförmigen Altartisch.
Die Seitenaltäre als zwei gleichartige spätbarocke Retabel aus 1765 wurden anfangs von Maria Theresia für die Pfarrkirche Laxenburg in Auftrag gegeben und wurden 1783 hierher übertragen, die Altäre haben große ovale Altarblätter, links Theresa von Avila, rechts die kaiserliche Familie zu Füßen des hl. Franz Regis, mit sarkophagförmigen Altartischen mit eingelassenen Glasschreinen mit den Statuetten links hl. Rochus und rechts hl. Sebastian.
Die Kanzel zeigt Reliefs der Kirchenväter und am Schalldeckel eine Büste hl. Bernhard.
Die Orgel baute Christoph Erler 1816 in einem klassizistischen Gehäuse. Eine Glocke nennt Johann Georg Fielgrader und Johann Caspar Hofbauer 1799.